# Nachal Nerija
Nachal Nerija (hebrejsky נחל נריה‎) je vádí v Horní Galileji, v severním Izraeli.
Začíná na severozápadním okraji masivu Har Meron, respektive u jeho bočního vrcholku Har Nerija. Směřuje pak k západu hlubokým zalesněným údolím a nedaleko východního okraje města Churfejš ústí zprava do vádí Nachal Moran, jež jeho vody krátce poté odevzdává do vádí Nachal Kziv.